# Shockey Peak
Shockey Peak är en bergstopp i Antarktis. Den ligger i Västantarktis. Chile gör anspråk på området. Toppen på Shockey Peak är 2 010 meter över havet, eller 390 meter över den omgivande terrängen. Bredden vid basen är 3,0 km.
Terrängen runt Shockey Peak är kuperad åt sydost, men åt nordväst är den platt. Trakten är obefolkad. Det finns inga samhällen i närheten. 